# Was mein Gott will, das g'scheh allzeit, BWV 111
Was mein Gott will, das g’scheh allzeit, BWV 111 (El que el meu Déu vol, es compleixi sempre), és una cantata religiosa de Johann Sebastian Bach per al tercer diumenge després de Reis, estrenada a Leipzig el 21 de gener de 1725.

## Origen i context
L'autor, desconegut, manté la primera i quarta estrofes de l'himne, original d'Albrecht von Barnderburg (1547), que dona títol a la cantata en el primer i darrer número, respectivament. Les altres estrofes s'empren de manera més lliure en els altres números i es combinen amb passatges bíblics, del llibre de Jonàs (1, 3) en el tercer número i del primer llibre de Samuel (15, 32) en el quart número. La melodia del coral prové de la cançó de Claude de Sermisy Il me suffit de tous mes maux de l'any 1529. Per a aquest diumenge es conserven, a més, altres tres cantates, la BWV 72, la BWV 73 i la BWV 156.

## Anàlisi
Obra escrita per a soprano, contralt, tenor, baix i cor; dos oboès, corda i baix continu. Consta de sis números.
1. Coral: Was mein Gott will, das g’scheh allzeit (El que el meu Déu vol, es compleixi sempre)
2. Ària (baix): Entsetze dich, mein Herze, nicht (No tinguis por, cor meu)
3. Recitatiu (contralt): O Törichter! der sich von Gott entzieht (Oh que estúpid! el que es desentén de Déu)
4. Ària (duet de contralt i tenor): So geh ich mit beherzten Schritten (Per tant, jo vaig caminant segur)
5. Recitatiu (soprano): Drum wenn der Tod zuletzt den Geist (Per tant, quan per fi, la mort)
6. Coral:  Noch eins, Herr, will ich bitten dich (Quelcom més, jo et vull pregar)

En el cor inicial Bach introdueix la melodia de Gott ist dein Trost und Zuversicht que se sent en les veus de soprano i després en les imitacions lliures de les altres veus. L'orquestra treballa sobre un material independent que recorda una obertura francesa amb una mateixa seqüència instrumental que fa de preludi i de postludi. L'ària de baix, número 2, acompanyada del continu té moments interessants en la vocalització sobre widerstreben (resistir) en què la música expressa la resistència a la violència física. En el número 3, el recitatiu de contralt introdueix el clima de confiança en Déu, que el contralt i tenor recullen en un duet sensual i amb passos segurs com diu el text. El recitatiu de soprano, número 5, acompanyat dels oboès, clou amb un arioso sobre O seliges gewünschtes Ende (Oh joiós, oh desitjat final), que encarna el trànsit d'una lluita agònica a l'èxtasi místic. El coral final canta a cappella la melodia de Sermisy indicada, duplicada pels oboès i el primer violí. Té una durada aproximada d’'uns vint minuts.

## Discografia seleccionada
- J.S. Bach: Das Kantatenwerk. Sacred Cantatas Vol. 6. Nikolaus Harnoncourt, Tolzer Knabenchor (Gerhard Schmidt-Gaden, director), Concentus Musicus Wien, Markus Huber (solista del cor), Paul Esswood, Kurt Equiluz, Ruud van der Meer. (Teldec), 1994.
- J.S. Bach: The complete live recordings from the Bach Cantata Pilgrimage. CD 6: Chiesa di San Marco, Milà; 22 i 23 de gener de 2000. John Eliot Gardiner, Monteverdi Choir, English Baroque Soloists, Joanne Lunn, Sara Mingardo, Julian Podger, Stephen Varcoe. (Soli Deo Gloria), 2013.
- J.S. Bach: Complete Cantatas Vol. 12. Ton Koopman, Amsterdam Baroque Orchestra & Choir, Lisa Larsson, Annette Markert, Christoph Prégardien, Klaus Mertens. (Challenge Classics), 2005.
- J.S. Bach: Cantatas Vol. 32. Masaaki Suzuki, Bach Collegium Japan, Yukari Nonoshita, Robin Blaze, Andreas Weller, Peter Kooij. (BIS), 2006.
- J.S. Bach: Church Cantatas Vol. 35. Helmuth Rilling, Gächinger Kantorei, Bach-Collegium Stuttgart, Arleen Augér, Helen Watts, Lutz-Michael Harder, Philippe Huttenlocher. (Hänssler), 1999.